# Ochetomyrmex semipolitus
Ochetomyrmex semipolitus is een mierensoort uit de onderfamilie van de Myrmicinae. De wetenschappelijke naam van de soort is voor het eerst geldig gepubliceerd in 1878 door Mayr.